# فندق ترامب الدولي لاس فيجاس
فندق ترمب الدولي لاس فيجاس هو فندق مكون من 64 طابقًا، يضم وحدات سكنية وشقق بنظام التايم شير، ويقع في شارع فاشن شو درايف في بارادايس، نيفادا، الولايات المتحدة. سُمي الفندق على اسم أحد مالكيه، دونالد ترمب. يقع الفندق على مقربة من فندق وين لاس فيغاس، خلف الموقع السابق لفندق وكازينو نيو فرونتير، على مساحة 3.46 فدان (14,000 متر مربع)، بالقرب من مركز تسوق فاشن شو. يضم الفندق وحدات فندقية غير سكنية وأخرى سكنية، كما يتميز بواجهة زجاجية ممزوجة بالذهب 
```
.
```

افتُتح الفندق في 31 مارس 2008، ويضم 1,282 غرفة. أعلن ترمب عن خطط لبناء برج ثانٍ مماثل بجوار البرج الأول، لكن تم تعليق المشروع بعد الركود الاقتصادي في منتصف العقد الأول من القرن الحادي والعشرين. يُعد هذا الفندق أطول مبنى سكني في لاس فيغاس، بارتفاع 622 قدمًا (190 مترًا).
في سبتمبر 2012، أعلنت منظمة ترمب عن بيع نحو 300 وحدة سكنية في فندق ترمب إنترناشيونال لاس فيغاس إلى قسم التايم شير التابع لشركة هيلتون العالمية، "هيلتون جراند فاكيشنز".